# John Sewel, Baron Sewel
John Buttifant Sewel, Baron Sewel, CBE (* 15. Januar 1946) ist ein britischer Wirtschaftswissenschaftler, Hochschullehrer und Politiker der Labour Party, der von 1996 bis 2015 als Life Peer Mitglied des House of Lords war.

## Leben

### Hochschullehrer und Kommunalpolitiker
Nach dem Schulbesuch absolvierte Sewel ein Studium der Wirtschaftswissenschaften an der University of Durham sowie am University College of Swansea, das er mit einem Master of Science (M.Sc.) abschloss. Ein weiteres postgraduales Studium an der University of Aberdeen beendete er mit einem Doctor of Philosophy (Ph.D.) und begann anschließend 1969 ebenda eine akademische Laufbahn, in deren Verlauf er zunächst Forschungswissenschaftler (Research Fellow), Lecturer sowie Senior Lecturer war.
Mitte der 1970er Jahre begann er in der Labour Party seine politische Laufbahn in der Kommunalpolitik und war zwischen 1974 und 1984 Mitglied des Stadtrates von Aberdeen sowie zwischenzeitlich von 1977 bis 1980 Vorsitzender des Rates. Zugleich hatte er von 1982 bis 1984 die Funktion des Präsidenten der Konvention der Lokalverwaltungen Schottlands (Convention for Scottish Local Authorities) inne. Für seine Verdienste in der Kommunalpolitik wurde er 1984 Commander des Order of the British Empire und war ferner von 1987 bis 1996 Mitglied der Schottischen Kontenkommission (Accounts Commission for Scotland).
Während er von 1989 bis 1997 Dekan der Fakultät für Wirtschafts- und Sozialwissenschaften war, übernahm er zuletzt von 1995 bis 1997 auch die Funktion eines Vize-Prinzipals der University of Aberdeen. In dieser Zeit gehörte er von 1994 bis 1995 auch der schottischen Verfassungskommission (Scottish Constitutional Commission) als Mitglied an.

### Oberhausmitglied
Durch ein Letters Patent vom 10. Januar 1996 wurde Sewel als Life Peer mit dem Titel Baron Sewel, of Gilcomstoun in the District of the City of Aberdeen, in den britischen Adelsstand erhoben. Kurz darauf erfolgte seine Einführung als Mitglied des House of Lords. Im Oberhaus gehörte er zur Fraktion der Labour Party, die ihn kurz vor seiner Mandatsniederlegung im Juli 2015 ausschloss.
Zu Beginn seiner Oberhausmitgliedschaft war er zunächst zwischen 1996 und 1997 Sprecher der oppositionellen Labour-Fraktion für Schottland, ehe er nach dem Wahlsieg der Labour Party bei den Unterhauswahlen am 1. Mai 1997 und dem Amtsantritt von Premierminister Tony Blair Parlamentarischer Unterstaatssekretär im Schottlandministerium (Scottish Office) und war dort bis Juli 1999 für Landwirtschaft, Umwelt, Fischerei und Forstwirtschaft verantwortlich.
Nach seinem Ausscheiden aus der Regierung übernahm Lord Sewel von 1999 bis 2004 eine Professur an der University of Aberdeen und war zugleich von 1999 bis 2001 erst Vize-Prinzipal sowie danach bis 2004 Leitender Vize-Prinzipal dieser Universität.
Seit 2005 ist er zudem Mitglied der Parlamentarischen Versammlung der NATO und ist dort zugleich seit 2006 Vorsitzender des Unterausschusses für Transatlantische Wirtschaftsbeziehungen. Zudem ist er seit 2006 Mitglied des Oberhausausschusses für die Europäische Union sowie seit 2007 Vorsitzender dessen Unterausschusses D, der sich im House of Lords mit Umwelt und Landwirtschaft der EU befasst.
Lord Sewel, dem 2008 von der University of Aberdeen ein Ehrendoktor der Rechtswissenschaften (Hon. LL.D.) verliehen wurde, war 2010 Sprecher der Opposition für Schottland und ist seit 2012 Vorsitzender der Ausschüsse (Chairman of the Committees) sowie stellvertretender Lord Speaker.

### Skandal und Rücktritt
Am 26. Juli 2015 erklärte Lord Sewel seinen Rücktritt als stellvertretender Lord Speaker, nachdem die Sun on Sunday Bilder von einer Sex-Party veröffentlicht hatte, auf der der Lord halbnackt zusammen mit Prostituierten Kokain konsumierte. Die Affäre zog auch deswegen weitere Bahnen, weil Sewel Vorsitzender des Lords privileges and conduct committee des Oberhauses ist, das über die Einhaltung von moralischen Standards der Lords zu befinden hat. Nach Bekanntwerden der Vorwürfe wurde er aus der Labour-Partei ausgeschlossen. Labour-Politiker bezeichneten ihn als „Schande“ (a disgrace) und forderten ihn zur Rückgabe seines Oberhausmandates auf, andernfalls werde er ausgeschlossen. Nach einer polizeilichen Hausdurchsuchung am Abend des 26. Juli erklärte er, dass er sich vom House of Lords beurlauben lassen wolle („leave of absence“), dass er nach dem Ende der polizeilichen Untersuchung jedoch beabsichtige zurückzukehren. Ein mögliches Ausschlussverfahren aus dem Oberhaus muss das Ende der polizeilichen Ermittlungen abwarten. Am 28. Juli 2015 erklärte er, dass er mit sofortiger Wirkung aus dem House of Lords ausscheide. Für die polizeiliche Untersuchung ist dies nicht von Bedeutung, die Frage, ob eine interne Untersuchung des Verhaltens noch notwendig ist, blieb zunächst offen.